# Alfred Rosenberg
Alfred Ernst Rosenberg (12. ledna 1893 Tallinn – 16. října 1946 Norimberk) byl jedním z prvních a nejvlivnějších členů německé nacistické strany (NSDAP). Je považován za stranického ideologa NSDAP a za původce nacistických teorií o rasové nadřazenosti árijců, o nebezpečnosti Židů, o potřebě rozšiřovat německý „životní prostor“ (Lebensraum), odmítání Versaillských dohod a teorií o degenerativním moderním umění. Při Norimberském procesu byl shledán vinným ve všech bodech obžaloby a 16. října 1946 byl popraven oběšením.

## Život
Alfred Rosenberg se narodil v dnešním Tallinnu, který v roce jeho narození patřil k Ruskému impériu. Otec byl estonským obchodníkem, matka Estonka pocházela z hugenotské rodiny. Rosenberg nejprve studoval technický institut v Rize a také na moskevské univerzitě architekturu, nikdy ale v těchto oborech později nepůsobil.
Na začátku roku 1918 složil v Moskvě úspěšně závěrečnou zkoušku. Poté uprchl před Říjnovou revolucí nejprve do Paříže, krátce nato přesídlil do Mnichova. Zde se pohyboval v radikálních antibolševistických kruzích ruských emigrantů, kde rychle nalezl příčiny Velké říjnové revoluce, kterou chápal jako katastrofu: mělo se dle něj jednat o dílo židovského spiknutí. Nedlouho poté vstoupil do společnosti Thule (Thule-Gesellschaft), důležitého okultistického spolku, jehož myšlenky se později promítly i do nacistické ideologie (používala např. symbol pravotočivé svastiky).
Na podzim 1919 poznal Rosenberg přes spisovatele Dietricha Eckarta, do jehož časopisu Auf gut Deutsch přispíval, Adolfa Hitlera; později vstoupil do NSDAP. Po neúspěšném Pivním puči unikl následným represím a byl Hitlerem pověřen vedením stranického deníku. Roku 1921 napsal dílo Zločin svobodných zednářů ve kterém popisuje své představy o údajném židovsko-zednářském spiknutí.
V roce 1929 Rosenberg založil Kampfbund für Deutsche Kultur (KfdK), jednu z nejaktivnějších raně nacistických organizací. Cílem organizace bylo posílit „potlačené árijské umělce“ a postupně eliminovat negermánské umění. KfdK vydávala též pobuřující brožury a recenze židovských a modernistických hudebníků, financovala podobně smýšlející umělce a pokračoval v praktikách narušování koncertů, ohrožování nežádoucích umělců a zastrašování publika.
Do uchopení moci v roce 1933 se zabýval především jakýmsi ukotvením nacistické ideologie v německé kultuře. Pracoval též na svém stěžejním sedmisetstránkovém díle nazvaném Mýtus 20. století (Der Mythus des 20. Jahrhunderts), které prvně vyšlo v roce 1930, a mělo se stát teoretickým základem nacistického učení. Historii zde redukoval prakticky jen na souboj ras. Do konce války spatřilo světlo světa více než milion výtisků. Velmi se též zasloužil o šíření podvržených Protokolů sionských mudrců.
V roce 1934 byl Hitlerem jmenován pověřencem pro dohled nad veškerým ideovým a světonázorovým školením a výchovou v NSDAP.

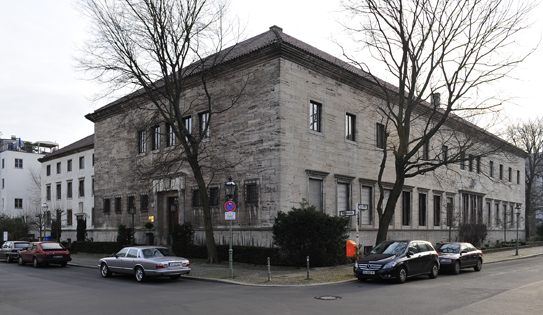
Od roku 1942 úřad ministra pro obsazená východní území

Rosenberg nepatřil ke schopným organizátorům, proto se nestal hlavou žádné opravdu významné mocenské organizace. Ale jako teoretik měl na Hitlera po celou dobu velký vliv. V roce 1940 založil Einsatzstab Reichleiter Rosenberg, což byla organizace pro nakládání s „opuštěným“ židovským kulturním majetkem. V její režii bylo z okupovaných sovětských území odvezeno 150 000 vagónů s uměleckými předměty.
16. června 1941 se na schůzi v hlavním stanu Adolfa Hitlera rozhodlo o rozdělení východoevropského prostoru a Rosenberg byl pověřen správou těchto území. O den později, 17. června 1941, bylo vytvořeno ministerstvo pro okupovaná východní území a Rosenberg byl dosazen do čela této instituce jakožto ministr.
Po válce byl zatčen a v Norimberském procesu odsouzen k trestu smrti za válečné zločiny. Popraven byl 16. října 1946.
Alfred Rosenberg se poprvé oženil v roce 1915 s Hildou Leesmannovou, manželé se rozvedli v roce 1923. V roce 1925 se podruhé oženil s Hedwigou Kramerovou, která s ním zůstala až do jeho smrti. V roce 1930 se manželům narodila dcera Irene, syn zemřel krátce po narození.